# Challignac
Challignac és un municipi francès situat al departament del Charente i a la regió de la Nova Aquitània. L'any 2007 tenia 299 habitants.

## Demografia

### Població
El 2007 la població de fet de Challignac era de 299 persones. Hi havia 124 famílies de les quals 24 eren unipersonals (16 homes vivint sols i 8 dones vivint soles), 56 parelles sense fills, 36 parelles amb fills i 8 famílies monoparentals amb fills.
La població ha evolucionat segons el següent gràfic:
Habitants censats

### Habitatges
El 2007 hi havia 153 habitatges, 120 eren l'habitatge principal de la família, 20 eren segones residències i 14 estaven desocupats. 150 eren cases i 2 eren apartaments. Dels 120 habitatges principals, 98 estaven ocupats pels seus propietaris, 18 estaven llogats i ocupats pels llogaters i 4 estaven cedits a títol gratuït; 1 tenia una cambra, 2 en tenien dues, 11 en tenien tres, 29 en tenien quatre i 77 en tenien cinc o més. 101 habitatges disposaven pel capbaix d'una plaça de pàrquing. A 50 habitatges hi havia un automòbil i a 66 n'hi havia dos o més.

### Piràmide de població
La piràmide de població per edats i sexe el 2009 era:
| Homes | Edats   | Dones |
| ----- | ------- | ----- |
| 0     | 95 o +  | 0     |
| 0     | 90 a 94 | 2     |
| 2     | 85 a 89 | 2     |
| 1     | 80 a 84 | 2     |
| 6     | 75 a 79 | 5     |
| 12    | 70 a 74 | 9     |
| 6     | 65 a 69 | 11    |
| 8     | 60 a 64 | 4     |
| 4     | 55 a 59 | 12    |
| 8     | 50 a 54 | 11    |
| 13    | 45 a 49 | 10    |
| 11    | 40 a 44 | 10    |
| 13    | 35 a 39 | 8     |
| 16    | 30 a 34 | 13    |
| 7     | 25 a 29 | 12    |
| 14    | 20 a 24 | 3     |
| 11    | 15 a 19 | 10    |
| 9     | 10 a 14 | 10    |
| 11    | 5 a 9   | 12    |
| 6     | 0 a 4   | 9     |

## Economia
El 2007 la població en edat de treballar era de 194 persones, 150 eren actives i 44 eren inactives. De les 150 persones actives 139 estaven ocupades (70 homes i 69 dones) i 11 estaven aturades (4 homes i 7 dones). De les 44 persones inactives 20 estaven jubilades, 11 estaven estudiant i 13 estaven classificades com a «altres inactius».

### Ingressos
El 2009 a Challignac hi havia 116 unitats fiscals que integraven 295 persones, la mediana anual d'ingressos fiscals per persona era de 16.444 €.

### Activitats econòmiques
Dels 11 establiments que hi havia el 2007, 1 era d'una empresa alimentària, 1 d'una empresa de fabricació d'altres productes industrials, 4 d'empreses de construcció, 1 d'una empresa de comerç i reparació d'automòbils, 1 d'una empresa financera, 1 d'una empresa immobiliària, 1 d'una empresa de serveis i 1 d'una empresa classificada com a «altres activitats de serveis».
Dels 3 establiments de servei als particulars que hi havia el 2009, 2 eren paletes i 1 fusteria.
L'únic establiment comercial que hi havia el 2009 era una fleca.
L'any 2000 a Challignac hi havia 26 explotacions agrícoles que ocupaven un total de 897 hectàrees.

## Equipaments sanitaris i escolars
El 2009 hi havia una escola maternal integrada dins d'un grup escolar amb les comunes properes formant una escola dispersa.

## Poblacions més properes
El següent diagrama mostra les poblacions més properes.